# Albit
Albit oder Natronfeldspat ist ein sehr häufig vorkommendes Mineral aus der Mineralklasse der „Silikate und Germanate“. Es kristallisiert im triklinen Kristallsystem mit der idealisierten chemischen Zusammensetzung Na[AlSi3O8], ist also ein Natrium-Aluminium-Silikat. Strukturell gehört es zu den Gerüstsilikaten (Tektosilikaten).
Albit gehört zur großen Familie der Feldspate und bildet dort das natriumreiche Endglied der Mischkristallreihe bzw. dem Dreistoffsystem Orthoklas (K[AlSi3O8]) – Albit – Anorthit (Ca[Al2Si2O8]) in der Gruppe der Plagioklase mit den Zwischengliedern Oligoklas, Andesin, Labradorit und Bytownit. Aufgrund der Mischkristallbildung wird die Formel für natriumreiche Plagioklas-Feldspate allgemein auch mit (Na,Ca)[(Si,Al)4O8] angegeben. Da man die Mischkristalle makroskopisch nicht unterscheiden kann, wurden diese willkürlich nach steigendem Anorthitgehalt unterteilt, wobei Albit als solcher bezeichnet werden darf, wenn er maximal 10 % Anorthit enthält.
Albit entwickelt überwiegend flächenreiche, tafelige bis prismatische Kristalle und Zwillinge, wobei polysynthetische Zwillinge meist an ihren gestreiften Kristallflächen erkennbar sind. Bekannt sind auch körnige bis massige Mineral-Aggregate. In reiner Form ist Albit farblos und durchsichtig. Durch vielfache Lichtbrechung aufgrund von Gitterbaufehlern oder polykristalliner Ausbildung kann er aber auch weiß erscheinen oder durch Fremdbeimengungen eine graue, gelbliche, rötliche, grünliche oder bläuliche Farbe annehmen, wobei die Transparenz entsprechend abnimmt. Klare und unverletzte Kristallflächen weisen einen glasähnlichen Glanz auf, Spaltflächen schimmern dagegen perlmuttartig.

## Etymologie und Geschichte
Erstmals wissenschaftlich beschrieben wurde Albit 1815 durch Johan Gottlieb Gahn und Jöns Jakob Berzelius, die das Mineral aufgrund seiner vorherrschend weißen Farbe nach dem lateinischen Wort albus für „weiß“ benannten.
Als Typlokalität gilt der Quarz- und Pegmatit-Steinbruch „Finnbo“ bei Falun in der schwedischen Provinz Dalarnas län.

## Klassifikation
Bereits in der veralteten, aber verschiedentlich noch verwendeten 8. Auflage der Mineralsystematik nach Strunz gehörte Albit zur Mineralklasse der „Silikate und Germanate“ und dort zur allgemeinen Abteilung der „Gerüstsilikate (Tektosilikate)“, wo er als Mitglied in der Untergruppe der „Plagioklase“ mit der System-Nr. VIII/J.07 innerhalb der Feldspatgruppe zu finden ist.
Die seit 2001 gültige und von der International Mineralogical Association (IMA) verwendete 9. Auflage der Strunz’schen Mineralsystematik ordnet Albit in die bereits feiner unterteilte Abteilung der „Gerüstsilikate (Tektosilikate) ohne zeolithisches H2O“ ein. Diese ist weiter unterteilt nach der möglichen Anwesenheit zusätzlicher Anionen, so dass das Mineral entsprechend seiner Zusammensetzung in der Unterabteilung „Gerüstsilikate (Tektosilikate) ohne zusätzliche Anionen“ zu finden ist, wo es zusammen mit Anorthit, den intermediären Zwischengliedern Andesin, Bytownit, Labradorit und Oligoklas die Untergruppe der „Plagioklase“ mit der System-Nr. 9.FA.35 bildet. Ebenfalls dieser Gruppe zugeordnet ist das Mineral Reedmergnerit.
Auch die Systematik der Minerale nach Dana ordnet Albit in die Klasse der „Silikate und Germanate“ und dort in die Abteilung der „Gerüstsilikate: Al-Si-Gitter“. Hier ist er ebenfalls in der „Plagioklas-Reihe“ mit der System-Nr. 76.01.03 innerhalb der Unterabteilung „Mit (einfachem) Al-Si-Gitter“ zu finden.

## Kristallstruktur

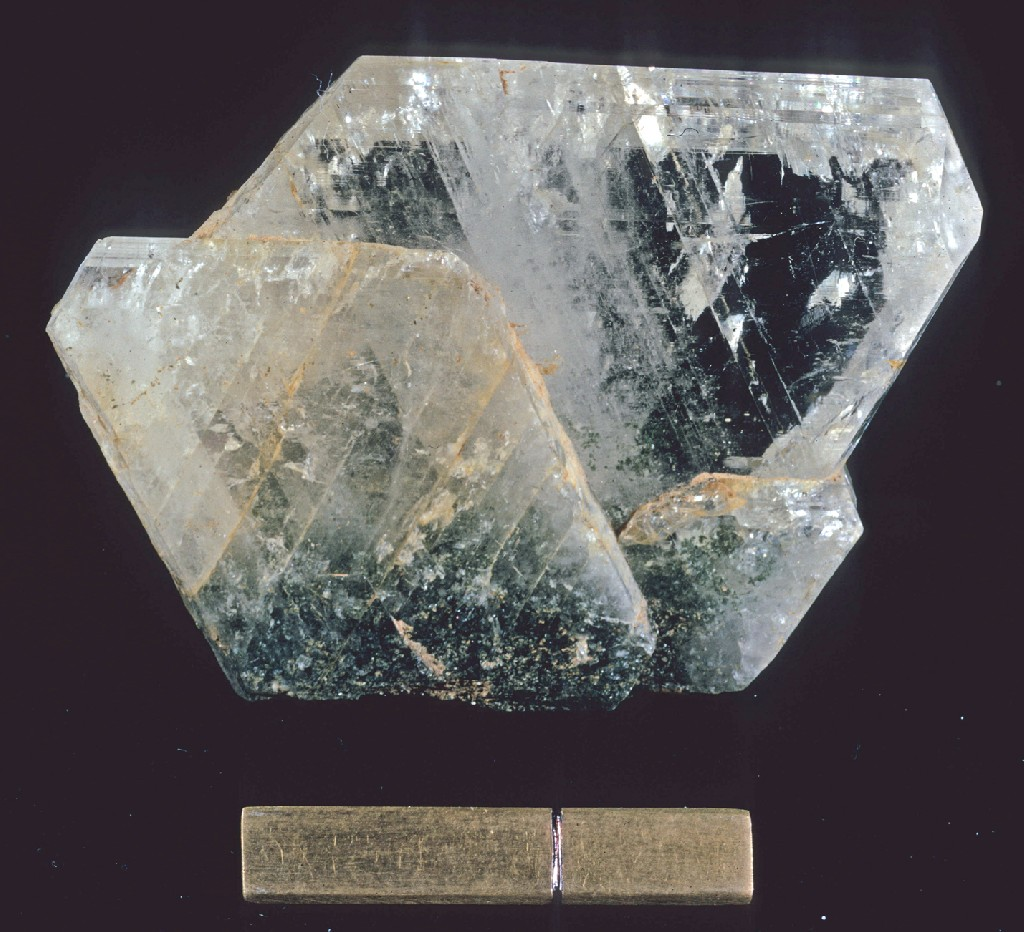
Albitkristall aus Griechenland mit Blick in Richtung b-Achse

Von Albit sind verschiedene strukturelle Modifikationen bekannt, die alle im triklinen Kristallsystem in der Raumgruppe C1 (Raumgruppen-Nr. 2, Stellung 3) mit leicht unterschiedlichen Gitterparametern kristallisieren. Die Modifikationen entstehen durch die unterschiedliche Verteilung des Aluminiums und Siliziums auf die unterschiedlichen Tetraederplätze des Kristallgitters (Grad der Aluminiusm und Silizium Ordnung). Die Gitterparameter lauten bei jeweils vier Formeleinheiten pro Elementarzelle für
- Hoch-Albit: a = 8,16 Å; b = 12,88 Å; c = 7,11 Å; α = 93,5°; β = 116,5° und γ = 90,2°
- Tief-Albit: a = 8,14 Å; b = 12,79 Å; c = 7,16 Å; α = 94,2°; β = 116,6° und γ = 87,7°

Tief-Albit kann durch Erwärmung auf über ca. 700 °C in Hoch-Albit umgewandelt werden; für Hoch-Albit wird mitunter auch die Bezeichnung Analbit verwendet. Weitere Erwärmung von Hoch-Albit auf über etwa 1050 °C führt zu einer Umwandlung der triklinen in eine monokline Struktur. Diese Modifikation ist auch als Monalbit bekannt. Da die Natriumatome jedoch zu klein sind, wird die Struktur bei Abkühlung wieder triklin und Monalbit ist daher kein anerkanntes Mineral.

## Eigenschaften

### Morphologie

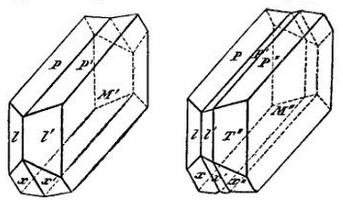
Schema von möglichen Kristallzwillingen beim Albit

Albit bildet überwiegend Kristallzwillinge in Form lamellarer Wiederholungszwillinge aus, die sich durch ihre charakteristische Streifung auf den Kristallflächen bemerkbar machen. Bevorzugt werden zwei Zwillingsgesetze, von denen eines nach dem Albit benannt wurde.
Im „Albit-Gesetz“ bildet die b-Fläche (010) die Verwachsungsebene der Zwillinge. An der Basis entsteht ein einspringender Winkel von 7°12' bis 8°20'. Die „Spaltfläche“ c, aber auch alle übrigen Flächen (mit Ausnahme von b) sind durch lamellare Wiederholung dieses Gesetzes längsgestreift. Aufgrund der für alle Plagioklase charakteristischen Zwillingsstreifung lassen sich diese im Gestein relativ leicht von den Kalifeldspaten unterscheiden. Sichtbar sind diese jedoch meist nur unter dem Mikroskop.
Beim „Periklin-Gesetz“ liegt die Zwillingsachse parallel zur b-Achse [010]. Die Verwachsungsfläche ist hier entweder die Basis, wobei sich die Zwillingshälften überdecken oder die sogenannte „X-Fläche“ bzw. der „rhombische Schnitt“, bei der beide Zwillingshälften aufeinanderpassen. Der „rhombische Schnitt“ verändert je nach Zusammensetzung der Plagioklase seine Lage zu den kristallographischen Achsen und kann daher zu deren optischer Bestimmung genutzt werden.

### Chemische Eigenschaften
Albit löst sich leicht in Fluorwasserstoffsäure (HF), aber nur schwer in Salzsäure (HCl), Oxalsäure und verdünnter Schwefelsäure (H2SO4).

## Modifikationen und Varietäten

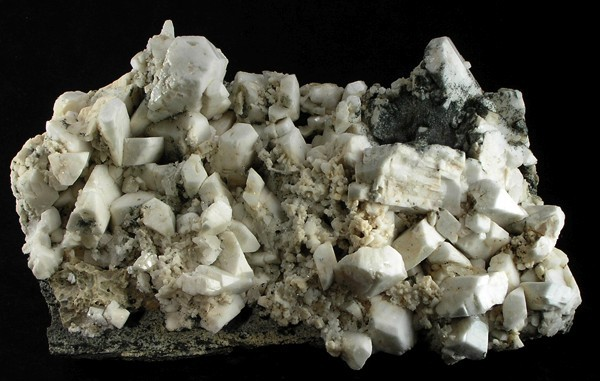
Periklin von der Moar Alp, Habachtal, Hohe Tauern, Salzburg, Österreich (Größe: 23,5 × 14,9 × 6,4 cm)

Beim Erhitzen wandelt sich Albit ab 980 °C in seine monokline Hochtemperatur-Modifikationen um.
Vom Albit sind mehrere Varietäten bekannt:
- Als Periklin (griech.: περίκλινής [periklinis], sich ringsum neigend) bezeichnete Breithaupt 1823 einen milchig weißen, mit plattigen Kristallen ausgebildeten Albit[13]
- Cleavelandit ist ein in dünnblättrigen Täfelchen auftretender Albit.
- Der Mischkristall Oligoklas wird mit einem Albitgehalt von 90 bis 70 % (An 10–30 %) als Varietät dem Albit zugeordnet. Bekannt ist er vor allem durch seine Untervarietät Sonnenstein, der aufgrund vieler eingelagerter Hämatitschüppchen rötlichbraun gefärbt ist und stark glitzert.
- Antiperthit ist eine dem Mondstein ähnliche Albit-Varietät mit Kalifeldspat-Entmischungslamellen, die auch unter den Handelsnamen Albit-Mondstein, Kanadischer Mondstein oder Peristerit bekannt ist, wobei letzterer als überflüssige Bezeichnung für iridisierenden Albit diskreditiert ist.[14][15]

## Bildung und Fundorte

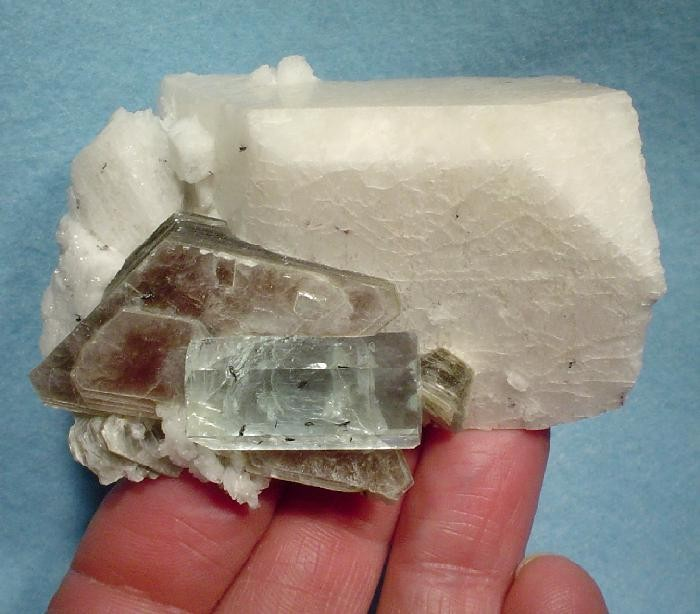
Großer Albitkristall (weiß) mit Muskovit (bräunlich) und Beryll (hellblau) aus dem Shigar-Tal, Pakistan (Größe: 7,5 × 4,4 × 4,0 cm)

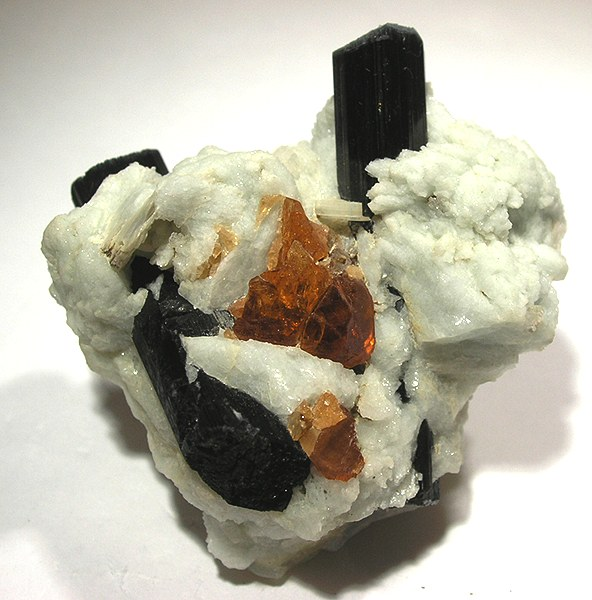
Albit (weiß) mit Schörl (schwarzer Turmalin) und Spessartin (orange) aus der „Little Three Mine“, Ramona (Kalifornien) (Größe: 5,7 × 5 × 2,5 cm)

Albit bildet sich entweder magmatisch in Graniten, metamorph unter anderem in Orthogneisen und Phylliten oder auch hydrothermal in Erzgängen. Albit kann in Paragenese neben seinen Mischkristall- und Gruppenpartnern noch mit vielen verschiedenen Mineralen auftreten, so unter anderem mit Biotit, Fluorit, Muskovit, Quarz und verschiedenen Turmalinen sowie Erzmineralen wie Spodumen, Amblygonit, Kassiterit und Tantalit-(Mn).
Als häufige Mineralbildung ist Albit an vielen Fundorten anzutreffen, wobei bisher (Stand: 2013) rund 8000 Fundorte als bekannt gelten. Neben seiner Typlokalität, dem Steinbruch „Finnbo“ bei Falun trat das Mineral in Schweden unter anderem noch bei Älvdalen, Hedemora und am Öster Silvberg in der Gemeinde Säter in Dalarna; bei Berghamn im Ångermanland; bei Jokkmokk, Kiruna und Storuman in Lappland; bei Båraryd und Jönköping in Småland; bei Filipstad im Värmland sowie bei Lindesberg, Nora und Sala im Västmanland auf.
Bekannt aufgrund außergewöhnlicher Albitfunde sind unter anderem der Amelia County in Virginia und der District Pala (San Diego County) in Kalifornien in den USA, wo in Pegmatit-Hohlräumen gut entwickelte Cleavelandkristalle von bis zu 15 cm Durchmesser zutage traten.
In Deutschland konnte das Mineral bisher vor allem an vielen Orten im Schwarzwald in Baden-Württemberg; im Fichtelgebirge, den Schwäbisch-Fränkischen Waldbergen, im Bayerischen Wald und Oberpfälzer Wald in Bayern; an einigen Orten im hessischen Odenwald; an vielen Orten im Harz von Niedersachsen bis Sachsen-Anhalt; bei Stolberg, Winterberg und im Siebengebirge bei Bonn und Königswinter in Nordrhein-Westfalen; an vielen Orten in der Eifel (Mendig, Ettringen, Remagen) in Rheinland-Pfalz; am Petersberg bei Halle in Sachsen-Anhalt; an vielen Orten im sächsischen Erzgebirge sowie bei Ronneburg, Schnellbach (Floh-Seligenthal) und Weitisberga in Thüringen gefunden werden.
In Österreich fand man Albit unter anderem im Gebiet Friesach-Hüttenberg, der Ankogel- und der Goldberggruppe sowie in der Koralpe und Saualpe in Kärnten; in den niederösterreichischen Regionen Wachau und Waldviertel; im Gasteinertal, Habachtal, Raurisertal und Untersulzbachtal und in Salzburg; in den Fischbacher Alpen, der Koralpe sowie in den Bezirken Leoben und Weiz in der Steiermark; im Kalser Tal, Tauerntal und Zillertal in Tirol; im Mühlviertel in Oberösterreich sowie in der Verwallgruppe in Vorarlberg.
In der Schweiz kennt man das Mineral vor allem aus den Kantonen Graubünden (Calanda, Domleschg, Engadin, Medeltal), Tessin (Valle Leventina, Valle Maggia) und Uri (Maderanertal, Reusstal), Wallis (Binntal, Oberwald, Val d’Anniviers, Zermatt).
Weitere Fundorte liegen unter anderem in Afghanistan, Ägypten, Algerien, Angola, der Antarktis, Argentinien, Armenien, Australien, Belgien, Bolivien, Brasilien, Bulgarien, Chile, China, Finnland, Frankreich, Kanada, Kolumbien, Myanmar, Tschechien, Griechenland, Grönland, Ungarn, Indien, Indonesien, Iran, Irland, Italien, Japan, Kasachstan, Kirgistan, Korea, Madagaskar, Malawi, Marokko, Mexiko, der Mongolei, Mosambik, Namibia, Nepal, Neuseeland, Nigeria, Norwegen, Oman, Pakistan, Paraguay, Peru, Polen, Portugal, Ruanda, Rumänien, Russland, Sambia, Saudi-Arabien, Simbabwe, der Slowakei, Slowenien, Spanien, Südafrika, Sudan, Tadschikistan, Tansania, der Türkei, Ukraine, Usbekistan, im Vereinigten Königreich (UK) und den Vereinigten Staaten von Amerika (USA).
Auch in Mineralproben vom Mittelatlantischen Rücken (Hydrothermalfeld „Logatchev-1“, „Markov-Tiefe“), vom Zentralindischen Rücken (MESO Mineralzone, „Site 253“ 90° Ost) und vom Ostpazifischen Rücken (Ultramafischer Komplex „Hess-Tiefe“) sowie außerhalb der Erde auf dem Mond (Rima Hadley) konnte Albit nachgewiesen werden.

## Verwendung
Albit ist aufgrund seines niedrigen Alkaligehaltes für die Keramikindustrie nur von untergeordneter Bedeutung. Lediglich dessen Varietäten Oligoklas bzw. Sonnenstein und Kanadischer Mondstein finden gelegentlich Verwendung als Schmuckstein, wobei diese aufgrund ihrer Seltenheit meist durch synthetischen Goldfluss bzw. weißen Labradorit imitiert werden.